# Pieter Coudyzer
Pieter Coudyzer, né en 1978 à Gand (province de Flandre-Orientale), est un réalisateur, scénariste,  et auteur de bande dessinée belge néerlandophone.

## Biographie
Pieter Coudyzer naît en 1978 à Gand.
Il étudie l'animation à l'Académie royale des beaux-arts de Gand,. Il est diplômé en 2003 avec
son film de fin d’études, Moodswing, une parodie sur les conventions du genre sitcom. Le film est sélectionné dans plus de 100 festivals et il remporte le grand prix du Festival international du film d'animation de Bruxelles (Anima) en 2004 ainsi que le prix Francois Pycke de l’Académie de Gand. En 2007, il est l'un des cinéastes à participer à DichtVorm, une compilation de courts métrages d'animation basés sur la poésie flamande contemporaine. Depuis, il réalise plusieurs courts métrages comme Signé (2007), La Veillée (2011 – prix de la SABAM Anima 2013), Tree (2014), My Heart Is Not Here (2015), I Shall Not Move (2016), Beast! (2016 – meilleure musique originale au Festival international  du film d’animation d’Annecy), Urge (2017) et Our Spot (2017). Il réalise encore le court métrage Le Passant en 2020.
En 2015, il sort le roman graphique Woekeraar aux éditions Xtra,. Cet ouvrage est traduit en français sous le titre L'Arborescent et publié dans la collection « Lune Froide » aux éditions Presque Lune en 2017. Il connaît également une traduction en anglais : Outburst.

## Œuvre

### Filmographie

#### Réalisateur
- 2003 : Moodswing[10],[11], réalisation et scénario ;
- 2016 : Beast![12],[13], réalisation et scénario ;
- 2017 : Urge[14], réalisation ;
- 2020 : Le Passant[6],[15] (De passant, The Passerby), réalisation et scénario.

#### Animateur
- A Tale of Beauty[16],[17], court métrage de Daniel Ilishayev.

### Publications

#### Roman graphique
- L'Arborescent[8], Presque Lune, coll. « Lune Froide », Melesse, 15 mars 2017
Scénario, dessin et couleurs : Pieter Coudyzer -  (ISBN 978-2-917897-26-3)

### Articles
- Pieter Coudyzer (interviewé par Katia Bayer), « Pieter Coudyzer : « Pour moi, l'émotion d'un film vient de la forme » », Format court,‎ 6 octobre 2020 (lire en ligne, consulté le 23 mars 2024).